# Dysaphis handeliae
Dysaphis handeliae är en insektsart. Dysaphis handeliae ingår i släktet Dysaphis och familjen långrörsbladlöss. Inga underarter finns listade i Catalogue of Life.